# Anna Szafraniec
Anna Szafraniec (Myślenice, 16 de febrero de 1981) es una deportista polaca que compitió en ciclismo de montaña en la disciplina de campo a través. Ganó dos medallas en el Campeonato Mundial de Ciclismo de Montaña, oro en 2003 y plata en 2002, y una medalla de plata en el Campeonato Europeo de Ciclismo de Montaña de 2003.

## Palmarés internacional
| Campeonato Mundial | Campeonato Mundial | Campeonato Mundial | Campeonato Mundial         |
| Año                | Lugar              | Medalla            | Competición                |
| ------------------ | ------------------ | ------------------ | -------------------------- |
| 2002               | Kaprun (Austria)   | Medalla de plata   | Campo a través             |
| 2003               | Lugano (Suiza)     | Medalla de oro     | Campo a través por relevos |
| Campeonato Europeo |                    |                    |                            |
| Año                | Lugar              | Medalla            | Competición                |
| 2003               | Graz (Austria)     | Medalla de plata   | Campo a través por relevos |